# 第68回全日本大学バスケットボール選手権大会
第68回全日本大学バスケットボール選手権大会（だい68かい ぜんにほんだいがくバスケットボールせんしゅけんたいかい）は、2016年11月21日から27日まで7日間にわたって国立代々木競技場第二体育館などで行われた全日本大学バスケットボール選手権大会である。

## 日程
- 11月21日 - 男女1回戦
- 11月22日 - 男女1回戦
- 11月23日 - 男子1回戦・男女2回戦
- 11月24日 - 男子2回戦・女子準々決勝
- 11月25日 - 男子準々決勝・女子5〜8位決定戦・女子準決勝
- 11月26日 - 男子5〜8位決定戦・男子準決勝・女子順位決定戦・女子決勝
- 11月27日 - 男子順位決定戦・男子決勝・閉会式

## 会場
- 代々木第二体育館
- 大田区総合体育館
- 日本体育大学世田谷キャンパス
- 和光市総合体育館

## 出場校

### 男子
北海道・東北
- 北海道1位 札幌大学（31年連続44回目）
- 北海道2位 東海大学札幌（2年連続4回目）
- 東北1位 東北学院大学（3年ぶり49回目）
- 東北2位 仙台大学（2年ぶり14回目）

関東
- 関東1位 筑波大学（68年連続68回目）
- 関東2位 東海大学（17年連続24回目）
- 関東3位 白鷗大学（6年連続8回目）
- 関東4位 専修大学（32年連続51回目）
- 関東5位 早稲田大学（2年連続60回目）
- 関東6位 青山学院大学（34年連続40回目）
- 関東7位 拓殖大学（8年連続44回目）
- 関東8位 日本大学（2年連続63回目）
- 関東9位 明治大学（23年連続63回目）
- 関東10位 慶應義塾大学（4年連続59回目）
- 関東11位 大東文化大学（2年ぶり24回目）
- 関東12位 江戸川大学（初出場）

北信越・東海
- 北信越1位 新潟経営大学（2年連続10回目）
- 北信越2位 富山大学（2年ぶり7回目）
- 東海1位 名古屋学院大学（2年連続5回目）
- 東海2位 名古屋経済大学（3年連続3回目）
- 東海3位 愛知学泉大学（2年ぶり28回目）

近畿
- 関西1位 関西学院大学（2年ぶり36回目）
- 関西2位 天理大学（2年連続20回目）
- 関西3位 立命館大学（4年ぶり26回目）
- 関西4位 京都産業大学（2年連続43回目）
- 関西5位 大阪学院大学（5年連続7回目）

中国・四国
- 中国1位 広島大学（5年連続23回目）
- 中国2位 徳山大学（2年連続11回目）
- 四国1位 香川大学（2年連続10回目）

九州
- 九州1位 東海大学九州（6年連続15回目）
- 九州2位 鹿屋体育大学（3年ぶり22回目）
- 九州3位 日本経済大学（7年連続7回目）

### 女子
北海道・東北
- 北海道1位 北翔大学（3年連続36回目）
- 北海道2位 札幌大学（17年連続29回目）
- 東北1位 山形大学（12年連続32回目）
- 東北2位 東北学院大学（2年連続30回目）

関東
- 関東1位 早稲田大学（26年連続28回目）
- 関東2位 白鷗大学（21年連続21回目）
- 関東3位 東京医療保健大学（5年連続5回目）
- 関東4位 拓殖大学（12年連続16回目）
- 関東5位 筑波大学（62年連続62回目）
- 関東6位 専修大学（33年連続33回目）
- 関東7位 松蔭大学（2年ぶり14回目）
- 関東8位 日本体育大学（6年連続61回目）
- 関東9位 順天堂大学（6年連続11回目）
- 関東10位 関東学園大学（3年連続3回目）

北信越
- 北信越1位 北陸学院大学（4年連続4回目）
- 北信越2位 新潟経営大学（4年ぶり5回目）

東海
- 東海1位 愛知学泉大学（36年連続59回目）
- 東海2位 名古屋学院大学（初出場）
- 東海3位 桜花学園大学（20年連続22回目）
- 東海4位 中京大学（3年連続29回目）

近畿
- 関西1位 大阪人間科学大学（40年連続40回目）
- 関西2位 大阪体育大学（47年連続47回目）
- 関西3位 関西学院大学（3年連続6回目）
- 関西4位 立命館大学（5年連続21回目）
- 関西5位 奈良学園大学（5年連続5回目）
- 関西6位 武庫川女子大学（32年連続51回目）

中国・四国
- 中国1位 広島大学（3年ぶり36回目）
- 中国2位 環太平洋大学（8年連続8回目）
- 四国1位 愛媛大学（2年ぶり6回目）

九州
- 九州1位 日本経済大学（初出場）
- 九州2位 東海大学九州（3年連続4回目）
- 九州3位 鹿屋体育大学（24年連続29回目）

## 試合結果
- Y…代々木第二体育館
- O…大田区総合体育館（A・B）
- N…日本体育大世田谷キャンパス
- W…和光市総合体育館（A・B）

### 男子
1回戦
| 日時      | Y                             |
| --------- | ----------------------------- |
| 21日10:00 | 大阪学院大 55 - 80 慶應義塾大 |
| 21日11:40 | 大東文化大 74 - 63 立命館大   |
| 21日13:20 | 徳山大 62 - 79 日本大         |
| 21日15:00 | 白鷗大 114 - 65 東海大札幌    |
| 21日16:40 | 京都産業大 43 - 83 東海大     |
| 21日18:20 | 筑波大 116 - 56 富山大        |
| 22日10:00 | 江戸川大 76 - 67 愛知学泉大   |
| 22日11:40 | 天理大 57 - 59 明治大         |
| 22日13:20 | 新潟経営大 68 - 44 広島大     |
| 22日15:00 | 日本経済大 38 - 50 早稲田大   |
| 22日16:40 | 関西学院大 97 - 66 香川大     |
| 22日18:20 | 鹿屋体育大 62 - 95 専修大     |
| 23日10:00 | 名古屋学院大 69 - 72 札幌大   |
| 23日11:40 | 東北学院大 69 - 89 東海大九州 |
| 23日13:20 | 名古屋経済大 94 - 67 拓殖大   |
| 23日15:00 | 青山学院大 68 - 60 仙台大     |

2回戦
| 日時      | Y                         | O                                    |
| --------- | ------------------------- | ------------------------------------ |
| 23日16:40 | 大東文化大 61 - 66 東海大 | ー                                   |
| 23日18:20 | 筑波大 100 - 65 日本大    | ー                                   |
| 24日11:00 | ー                        | 札幌大 74 - 87 名古屋経済大          |
| 24日12:40 | ー                        | 青山学院大 73 - 62 東海大九州 (延長) |
| 24日14:20 | ー                        | 江戸川大 53 - 71 早稲田大            |
| 24日16:00 | ー                        | 関西学院大 73 - 69 明治大            |
| 24日16:40 | 白鷗大 77 - 70 慶應義塾大 | ー                                   |
| 24日18:20 | 新潟経営大 62 - 77 専修大 | ー                                   |

準々決勝
| 日時      | Y                           |
| --------- | --------------------------- |
| 25日13:20 | 関西学院大 66 - 88 専修大   |
| 25日15:00 | 白鷗大 72 - 67 早稲田大     |
| 25日16:40 | 青山学院大 60 - 77 東海大   |
| 25日18:20 | 筑波大 95 - 59 名古屋経済大 |

5～8位決定戦
| 日時      | N                               |
| --------- | ------------------------------- |
| 26日13:20 | 早稲田大 70 - 77 青山学院大     |
| 26日15:00 | 名古屋経済大 61 - 55 関西学院大 |

準決勝
| 日時      | Y                     |
| --------- | --------------------- |
| 26日16:50 | 白鷗大 49 - 65 東海大 |
| 26日18:30 | 筑波大 80 - 68 専修大 |

7位決定戦
| 日時      | Y                           |
| --------- | --------------------------- |
| 27日11:00 | 関西学院大 49 - 60 早稲田大 |

5位決定戦
| 日時      | Y                               |
| --------- | ------------------------------- |
| 27日13:00 | 名古屋経済大 50 - 69 青山学院大 |

3位決定戦
| 日時      | Y                     |
| --------- | --------------------- |
| 27日15:00 | 専修大 58 - 61 白鷗大 |

決勝
| 日時      | Y                     |
| --------- | --------------------- |
| 27日17:00 | 筑波大 66 - 51 東海大 |

### 女子
1回戦
| 日時      | OA                              | OB                                |
| --------- | ------------------------------- | --------------------------------- |
| 21日11:40 | 北翔大 43 - 55 順天堂大         | 松蔭大 55 - 58 名古屋学院大       |
| 21日13:20 | 日本体育大 67 - 61 立命館大     | 鹿屋体育大 79 - 49 北陸学院大     |
| 21日15:00 | 武庫川女子大 39 - 68 愛知学泉大 | 大阪人間科学大 88 - 40 関東学園大 |
| 21日16:40 | 早稲田大 117 - 43 愛媛大        | 環太平洋大 61 - 96 白鷗大         |
| 22日11:00 | 中京大 66 - 62 広島大           | 東海大九州 53 - 77 関西学院大     |
| 22日12:40 | 専修大 99 - 63 桜花学園大       | 札幌大 46 - 77 大阪体育大         |
| 22日14:20 | 新潟経営大 60 - 112 拓殖大      | 東京医療保健大 96 - 54 山形大     |
| 22日16:00 | 筑波大 73 - 47 東北学院大       | 奈良学園大 64 - 83 日本経済大     |

2回戦
| 日時      | OA                                | OB                                |
| --------- | --------------------------------- | --------------------------------- |
| 23日11:00 | 関西学院大 62 - 48 日本経済大     | 筑波大 60 - 40 中京大             |
| 23日12:40 | 東京医療保健大 68 - 47 大阪体育大 | 専修大 77 - 66 拓殖大             |
| 23日14:20 | 日本体育大 48 - 58 愛知学泉大     | 大阪人間科学大 76 - 57 鹿屋体育大 |
| 23日16:00 | 早稲田大 84 - 42 順天堂大         | 名古屋学院大 50 - 70 白鷗大       |

準々決勝
| 日時      | Y                                 |
| --------- | --------------------------------- |
| 24日10:00 | 東京医療保健大 75 - 67 愛知学泉大 |
| 24日11:40 | 大阪人間科学大 72 - 46 専修大     |
| 24日13:20 | 筑波大 77 - 91 白鷗大             |
| 24日15:00 | 早稲田大 83 - 64 関西学院大       |

5～8位決定戦
| 日時      | WA                            | WB                    |
| --------- | ----------------------------- | --------------------- |
| 25日12:00 | 関西学院大 82 - 93 愛知学泉大 | 専修大 69 - 56 筑波大 |

準決勝
| 日時      | Y                               |
| --------- | ------------------------------- |
| 25日10:00 | 大阪人間科学大 58 - 85 白鷗大   |
| 25日11:40 | 早稲田大 58 - 60 東京医療保健大 |

7位決定戦
| 日時      | N                         |
| --------- | ------------------------- |
| 26日10:00 | 関西学院大 75 - 82 筑波大 |

5位決定戦
| 日時      | N                         |
| --------- | ------------------------- |
| 26日11:40 | 愛知学泉大 68 - 56 専修大 |

3位決定戦
| 日時      | Y                               |
| --------- | ------------------------------- |
| 26日11:00 | 大阪人間科学大 82 - 61 早稲田大 |

決勝
| 日時      | Y                             |
| --------- | ----------------------------- |
| 26日14:00 | 白鷗大 73 - 62 東京医療保健大 |

## 順位
| 順位   | 男子           | 男子         | 女子             | 女子   |
| 順位   | 大学名         | 備考         | 大学名           | 備考   |
| ------ | -------------- | ------------ | ---------------- | ------ |
| 優勝   | 筑波大学       | 3年連続4回目 | 白鷗大学         | 初優勝 |
| 準優勝 | 東海大学       |              | 東京医療保健大学 |        |
| 3位    | 白鷗大学       |              | 大阪人間科学大学 |        |
| 4位    | 専修大学       |              | 早稲田大学       |        |
| 5位    | 青山学院大学   |              | 愛知学泉大学     |        |
| 6位    | 名古屋経済大学 |              | 専修大学         |        |
| 7位    | 早稲田大学     |              | 筑波大学         |        |
| 8位    | 関西学院大学   |              | 関西学院大学     |        |

## 表彰
| タイトル     | 男子             | 男子           | 男子                        | 女子       | 女子                    | 女子                        |
| タイトル     | 選手名           | 所属           | 備考                        | 選手名     | 所属                    | 備考                        |
| ------------ | ---------------- | -------------- | --------------------------- | ---------- | ----------------------- | --------------------------- |
| 得点王       | 杉浦佑成         | 筑波大№17、3年 | 114点                       | 林咲希     | 白鷗大№8、4年           | 103点                       |
| 3P王         | 寺園脩斗         | 東海大№4、4年  | 12本                        | 林咲希     | 白鷗大№8、4年           | 15本                        |
| リバウンド王 | アブ・フィリップ | 専修大№30、1年 | OFF53REB DEF38REB 合計91REB | 畠中春香   | 大阪人間科学大№4、4年   | OFF16REB DEF41REB 合計57REB |
| アシスト王   | 中山拓哉         | 東海大№13、4年 | 21本                        | 小池遥     | 大阪人間科学大№7、3年   | 18本                        |
| 優秀選手     | 生原秀将         | 筑波大№46、4年 |                             | 上原もなみ | 白鷗大№4、4年           |                             |
| 優秀選手     | 馬場雄大         | 筑波大№6、3年  |                             | 星香那恵   | 白鷗大№6、3年           |                             |
| 優秀選手     | 中山拓哉         | 東海大№13、4年 |                             | 王昕       | 東京医療保健大No.7、3年 |                             |
| 優秀選手     | 川島蓮           | 白鷗大№5、4年  |                             | 田中真琴   | 大阪人間科学大№5、4年   |                             |
| 優秀選手     | 渡辺竜之佑       | 専修大№.6、4年 |                             | 加藤臨     | 早稲田大№7、4年         |                             |
| MIP          | 寺園脩斗         | 東海大№4、4年  |                             | 上原もなみ | 白鷗大№4、4年           |                             |
| 敢闘賞       | 寺園脩斗         | 東海大№4、4年  |                             | 平松飛鳥   | 東京医療保健大№3、4年   |                             |
| MVP          | 杉浦佑成         | 筑波大№17、3年 |                             | 林咲希     | 白鷗大№8、4年           |                             |